# Meelste
Meelste – wieś w Estonii, w prowincji Hiuma, w gminie Kõrgessaare.
W 2012 roku wieś liczyła 6 mieszkańców; w październiku 2010 – 6, w grudniu 2009 – 3.